# Xã Cedar, Quận Jefferson, Iowa
Xã Cedar (tiếng Anh: Cedar Township) là một xã thuộc quận Jefferson, tiểu bang Iowa, Hoa Kỳ. Năm 2010, dân số của xã này là 502 người.